# Steven R. Monroe
Steven R. Monroe (geboren am 15. September 1964) ist ein US-amerikanischer Filmregisseur und -produzent.

## Leben
Monroe begann seine Laufbahn im Filmgeschäft als Kameraassistent Mitte der 1980er Jahre. 1999 trat er als erstmals als Filmregisseur in Erscheinung, seit 2005 ist er hauptsächlich als Regisseur tätig. Hauptsächlich inszenierte er Low Budget-Produktionen im Horror- und Thrillerbereich, seit 2016 dreht er in erster Linie romantische Fernsehfilme. Gelegentlich ist er als Drehbuchautor aktiv.
Einem größeren Publikum bekannt wurde Monroe 2010 mit dem Inszenierung des Rape-and-Revenge-Films I Spit on Your Grave, einer Neuverfilmung des 1978 entstandenen Ich spuck auf dein Grab. 2013 drehte er auch die Fortsetzung I Spit on Your Grave 2. An I Spit on Your Grave 3 war er hingegen nicht mehr beteiligt. Es folgten einige Kinofilme und mehr als ein Dutzend Fernsehfilme. Sein Schaffen als Regisseur umfasst mehr als 50 Produktionen.

## Filmografie (Auswahl)
- 2004: House of 9
- 2006: Left in Darkness
- 2006: Devil on the Mountain – Teuflische Bedrohung (Sasquatch Mountain)
- 2007: Tornado – Niemand wird ihm entkommen (Storm Cell)
- 2008: Monster Village – Das Dorf der Verfluchten (Ogre)
- 2009: Wyvern – Die Rückkehr der Drachen (Wyvern)
- 2009: Ice Twister
- 2010: Monster Worms – Angriff der Monsterwürmer (Mongolian Death Worm)
- 2010: I Spit on Your Grave
- 2011: Dragon Chronicles – Die Jabberwocky-Saga (Jabberwock)
- 2012: Das Ende der Welt – Die 12 Prophezeiungen der Maya (The 12 Disasters of Christmas)
- 2012: Monika – Eine Frau sieht rot (MoniKa)
- 2013: Die neue Prophezeiung der Maya (12 Disasters)
- 2013: I Spit on Your Grave 2
- 2015: Molly Hartley 2 – The Exorcism (The Exorcism of Molly Hartley)
- 2015: Cyber Case – Wenn das Internet zur Falle wird (Cyber Case)
- 2016: Ein Filmstar zu Weihnachten (Christmas in Homestead, Fernsehfilm)
- 2017: Tödlicher Handel (Taken Heart)